# Sangiaccato di Morea
Il sangiaccato di Morea (in turco Mora Sancağı) era una divisione amministrativa dell'Impero ottomano nel Peloponneso. Fu creato nel 1461 e mantenuto fino al 1661 quando fu promosso a Eyalet. Amministrativamente apparteneva all'Eyalet di Rumelia e comprendeva territorialmente tutto il Peloponneso.

## Storia
Tra il 1458 e il 1460 i turchi ottomani invasero il Peloponneso conquistando gli ultimi resti dell'Impero bizantino, ad eccezione delle roccaforti veneziane, che furono conquistate gradualmente nel corso delle decennali guerre intermittenti turco-veneziane. Corone e Modone caddero nel 1500 e nel 1540 la conquista ottomana del Peloponneso fu completata con la conquista di Monemvasia e Nauplion.
Alla sua conquista, la penisola fu resa sangiaccato dell'Eyalet di Rumelia, con il capoluogo posto inizialmente a Corinto (chiamata in turco Kordos o Gördes), poi a Leontari (Londari), Mistra (Mystras/Mezistre o Misistire) e infine a Nauplion (in turco Anaboli). Dal XVI secolo, Mistra formò un sangiaccato separato, solitamente più legato all'Eyalet dell'Arcipelago che a quello della Rumelia.
Verso la metà del XVII secolo, come attestato dal viaggiatore Evliya Çelebi, la Morea divenne il centro di un eyalet separato, con Patrasso (Balibadra) come capitale.
I veneziani occuparono l'intera penisola durante la vittoriosa guerra di Morea (1684-1699), stabilendo il "Regno di Morea" fino alla riconquista ottomana nel 1715.

## Divisioni amministrative
Quando fu creato nel 1461, il sangiaccato era diviso amministrativamente in 17 nahiye: Vostitsa, Chlemoutsi, Voumero, Kirevoukoros, Arkadia (Kyparissia), Leontari, Corinto, Palia Patra, Kalavrita, Michalou (Mouchli), Bezenik (Vlacherna), Chalandritsa, Santomiri (Santareri, Gadameri) di Mystras.
Nel XVI secolo era suddivisa in kaza (distretti) come menziona Mikail Sakellariou paragonandole con i territori veneziani (citata erroneamente come Vilaetia): Nafplio, Argos, Corinto, Kalavrita, Vostitsa, Patras, Gastouni, Fanari, Arkadia, Navarino, Koroni, Methoni, Androusa, Kalamata, Karytaina, Leontari, Tripolitsa, Agios Petros Mone.

## Governatori
Sanjakbey, i comandanti di Morea erano i seguenti:
- Omer Bey 1461 -
- Zaganos Pasha
- Chamzá
- Zaganos Pasha
- Elvan oglu Sinan Bey